# Jean-Luc Rabot
Pas d'image ? Cliquez ici

a Compétitions nationales et continentales officielles uniquement.

b Matchs officiels uniquement.
Jean-Luc Rabot, né le 3 octobre 1960, est un joueur de rugby à XIII.
Il effectue toute sa carrière sportive à Villeneuve-sur-Lot avec lequel il remporte le Championnat de France en 1984.
Fort de ses performances en club, il est un joueur régulier de l'équipe de France entre 1985 et 1990 dont il devient capitaine.

## Biographie
Même si son grand-père jouait au rugby à XIII, Jean-Luc Rabot n'est pas vraiment issu d'une famille treiziste. Son père pratiquait le cyclisme et lui-même et son frère le basket. Il se met à jouer à XIII en juniors.

## Palmarès
- Collectif :
  - Vainqueur du Championnat de France : 1980[2] (Villeneuve-sur-Lot).
  - Vainqueur de la Coupe de France : 1984 (Villeneuve-sur-Lot).
  - Finaliste du Championnat de France : 1981, 1983, 1984 et 1991 (Villeneuve-sur-Lot).